# Sandra Brown
Sandra Brown (n. 1948 en Waco, Texas, EE. UU.) es una escritora de novela romántica superventas, así como thrillers de suspense. Ha publicado libros con su nombre de casada Sandra Brown y bajo los seudónimos Rachel Ryan, Laura Jordan y Erin St. Claire. También ha tenido una vida atlética, donde posee cuatro récords mundiales de marcha de gran fondo.

## Biografía
Nació en Waco, Texas, y creció en Fort Worth. Trabajó como modelo y para la televisión.
Comenzó su carrera en 1981. Desde entonces ha escrito más de cincuenta superventas que han figurado en la lista del New York Times. Ha publicado obras con los seudónimos de Laura Jordan, Rachel Ryan (formado con los nombres de sus hijos) o Erin St. Claire.
Cultiva sobre todo la novela romántica contemporánea. Ha hecho tres incursiones en el romance histórico con novelas ambientadas en el Oeste estadounidense: Anhelos ocultos, Un largo atardecer y Un nuevo amanecer). A diferencia de otras autoras, no cultiva sagas ni series, excepto la trilogía Texas! (1990-1991). Algunas novelas pueden emparejarse al relacionarse entre sí por los personajes, como Fanta C (1987) y Adam's Fall (1988), dedicadas a dos hermanas: Elizabeth Burke protagoniza la primera y su hermana Lilah Mason la segunda.
Su novela French Silk fue adaptada a la pantalla, en 1994, para televisión. La protagonizaron Susan Lucci, Shari Belafonte, y Lee Horsley.
Está casada con Michael Brown, productor de televisión y tiene dos hijos. Uno de ellos, Ryan Brown, es actor de televisión. Vive en Arlington, Texas.
Según la librería en línea Amazon, las obras de Sandra Brown que han obtenido mejores críticas de los lectores son: Mirror Image (Imagen en el espejo), Breath of Scandal (El sabor del escándalo), French Silk (Sedas de Francia), Where There's Smoke (Cuando el río suena), Charade (Charada), The Witness (Testigo), Exclusive (La exclusiva) y Envy.
En su vida como marchadora atlética, actualmente posee cuatro récords mundiales, que son:
| 100 kilómetros | 11:17:42 horas |
| 100 millas     | 19:00:47 horas |
| 12 horas       | 106,180 metros |
| 24 horas       | 194,758 metros |

## Premios
- American Business Women's Association's Distinguished Circle of Success
- B'nai B'rith Distinguished Literary Achievement Award
- A. C. Greene Award
- Romance Writers of America's Lifetime Achievement Award